# Jacob Stockdale
Pour les articles homonymes, voir Stockdale.

a Compétitions nationales et continentales officielles uniquement.

b Matchs officiels uniquement.
Dernière mise à jour le 14 novembre 2024.
Jacob Stockdale, né le 3 avril 1996 à Lisburn (Irlande du Nord), est un joueur international irlandais de rugby à XV. Il joue pour la province irlandaise de l'Ulster au poste d'Ailier.

## Biographie
Jacob Stockdale naît le 3 avril 1996 à Lisburn en Irlande du Nord.
En 2015, il fait ses débuts en équipe d'Irlande de rugby à XV des moins de 20 ans dans le Tournoi des Six Nations de la catégorie. Il dispute le Championnat du monde junior en 2015 et 2016, édition durant laquelle l'Irlande se classe deuxième. Il est sélectionné au total treize fois et marque dix essais.
Il fait ses débuts internationaux en senior avec l'équipe d'Irlande le 10 juin 2017 contre les États-Unis, marquant un essai. Après avoir disputé quatre test matchs durant les tournées d'été et de novembre, il est sélectionné pour le Tournoi des Six Nations 2018. S'il ne marque pas durant le premier match de l'Irlande contre la France, il inscrit deux doublés contre l'Italie et le pays de Galles à domicile et se porte, après trois journées, en tête du classement des meilleurs marqueurs du Tournoi. Dès la quatrième journée, un nouveau doublé contre l'équipe d'Écosse en fait le meilleur marqueur d'essais en un Tournoi des Six Nations à égalité avec Will Greenwood, Shane Williams et Mike Brown. Il égale une autre performance vieille de 104 ans en devenant le premier joueur depuis Cyril Lowe en 1914 à marquer plusieurs essais dans trois rencontres successives. Il inscrit un septième essai contre l'Angleterre lors du dernier match du Tournoi et devient le seul recordman du nombre d'essais marqué lors d'une édition du Tournoi des Six Nations. Après ce record, il est élu meilleur joueur du Tournoi.
Fin mai 2023, il est présélectionné dans un groupe de 42 joueurs pour préparer la Coupe du monde 2023 avec son pays.
En janvier 2024, il est sélectionné pour le Tournoi des Six Nations.

## Palmarès

### En province
- Ulster
  - Finaliste du Pro14 en 2020

### En sélection nationale
- Irlande -20
  - Finaliste du Championnat du monde junior de rugby à XV en 2016

- Irlande
  - Vainqueur du Tournoi des Six Nations en 2018 (Grand Chelem)
  - Vainqueur de la Triple couronne en 2018

### Distinctions personnelles
- Élu Meilleur joueur du tournoi des Six Nations en 2018.
- Meilleur marqueur d'essais du Tournoi des Six Nations en 2018 (7 essais).
- Meilleur marqueur d'essais de la Coupe d'Europe en 2019 (6 essais).